# 기름떡볶이
기름떡볶이는 국물 없이 기름에 볶아 만든 떡볶이이다. 통인시장의 기름떡볶이가 유명하다.
고추기름과 다진 마늘을 볶아놓은 후 고춧가루, 굴소스, 간장, 맛술 등을 배합한 양념과 미리 살짝 데쳐 놓은 떡볶이 떡을 넣어 볶는다. 서울특별시 종로구 사직공원 옆의 통인시장에서 판매한다.
처음 등장한 시기는 정확히 알 수 없으나 1970년대 초 통인동 부근의 옥인동 시장에서 통인시장보다 먼저 기름떡볶이를 만들었다고 한다. 당시에는 간장과 고추장을 적게 넣으면서 오랜 시간 동안 철판에서 볶아 먹는 방식이었다. 현재 통인시장에서 팔고 있는 기름떡볶이는 이전 방식에 비해 양념을 많이 넣는 편이다.
2014년 2월 한국을 방문한 존 케리 미국 국무장관 통인시장에서 기름떡볶이를 시식한 바 있다.

## 같이 보기
- 궁중떡볶이